# Dekanat Zakrzówek
Dekanat Zakrzówek – jeden z 28 dekanatów w rzymskokatolickiej archidiecezji lubelskiej.

## Parafie
W skład dekanatu wchodzi 8 parafii:
- parafia św. Jana Chrzciciela – Blinów
- parafia św. Antoniego Padewskiego – Boża Wola
- parafia Zmartwychwstania Pańskiego – Brzozówka
- parafia Trójcy Przenajświętszej i Nawiedzenia NMP – Kiełczewice Górne
- parafia NMP Królowej Polski – Studzianki
- parafia św. Rajmunda Nonnata – Sulów
- parafia św. Maksymiliana Kolbego – Szastarka
- parafia św. Mikołaja – Zakrzówek

## Sąsiednie dekanaty
Bełżyce, Bychawa, Kraśnik, Modliborzyce (diec. sandomierska)